# 巴黎政治学院校友
巴黎政治学院目前在世的校友共有5万3千名，众多校友在企业、政府、国际组织、媒体、研究以及艺术和文学方面获得了巨大的成就。巴黎政治学院校友会l'Association des Sciences Po (Sciences Po Alumni)在学校成立3年后也就是1875年就成立. 目前巴黎政治學院校友会共有8000多会员，分布在世界各地。每年举办超过100项活动，成为连接巴黎政治學院学子之间的重要桥梁，他们也为学校的发展做出了巨大的贡献。

## 政治经济类

### 中国
- 陈季同, 清末著名外交官，维新运动主要人物，日治初期台湾民主国外交主管，生前在南京任清政府新闻与翻译主管
- 马建忠,李鸿章幕僚，清政府高级官员，维新运动主要人物，汉语学者
- 方镇中, 1928年在李大钊介绍来法国，1931年毕业于巴黎自由政治学堂, 曾担任黄埔军校少将教官及政治部执行副主任，以及国立河南大学法学院院长等职，其女方奇峰是当代著名作家笔名桑叶。
- 陈寅恪, 中国现代最负盛名的历史学家、古典文学研究家、语言学家。
- 王景岐，中華民國外交官。
- 林慶郎，國立臺北大學助理教授，曾任法官。

### 法国
在法兰西第五共和国，几乎所有的政府总理都是巴黎政治学院毕业的，六位总统中有四位是巴黎政治学院畢業的。

#### 总统
- - 埃马纽埃尔·马克龙，法国总统(2017-) (Sciences Po)
  - 弗朗索瓦·奥朗德，法国总统(2012-2017) (Sciences Po)
  - 尼古拉·萨科奇，法国总统(2007-2012) (Sciences Po)
  - 雅克·希拉克, 法国总统（1995-2007) (École Libre des Sciences Politiques）
  - 弗朗索瓦·密特朗, 法国总统 (1981-1995) (École Libre des Sciences Politiques)
  - 乔治·蓬皮杜, 法国总统 (1969-1974) (École Libre des Sciences Politiques)
  - 阿兰·波埃尔, 临时法国总统(1969 and 1974) (École Libre des Sciences Politiques)

#### 总理[1]
- - 利昂内尔·若斯潘, 法国总理 (1997-2002)
  - 阿兰·朱佩, 法国总理 (1995-1997)
  - 爱德华·巴拉迪尔, 法国总理 (1993-1995)
  - 米歇爾·羅卡爾, 法国总理 (1988-1991)
  - 雅克·希拉克, 法国总理 (1986-1988)(1974-1976)
  - 洛朗·法比尤斯, 法国总理 (1983-1986)
  - 雷蒙·巴爾, 法国总理 (1976-1981)
  - 雅克·沙邦-戴爾馬（Jacques Chaban-Delmas）, 法国总理 (1969-1972)
  - 莫里斯·顧夫·德姆維爾（Maurice Couve de Murville）, 法国总理 (1968-1969)
  - 米歇爾·德勃雷, 法国总理 (1959-1962)

朱佩和法比尤斯先毕业于巴黎高等师范学校（ENS de Paris），后进入巴黎政治學院学习。

### 世界
- 布特罗斯·布特罗斯－加利，联合国第六任秘书长
- 帕斯卡尔·拉米， 世界贸易组织总干事
- 多米尼克·斯特劳斯-卡恩， 国际货币基金组织总裁
- 鲍尔·比亚, 喀麦隆主席
- Mohammad Mossadegh， 伊朗前总理
- 库马拉通加夫人， 斯里兰卡前总统
- 米歇尔·康居, 前国际货币基金组织前总裁
- 尼科尔·方丹, 前欧州议会主席
- 西蒙娜·韦一, 前欧州议会主席
- 兰尼埃三世，摩纳哥亲王
- 皮埃尔·特鲁多，加拿大前总理
- Jean-Cyril Spinetta， 法航总裁
- 保罗·布雷默， 美国外交家
- Jean-Louis Beffa，前圣戈班集团总裁
- 曲星  中国驻比利时大使

## 其它

### 文艺类
- 埃里克·澤穆爾, 作家，記者，政治評論家，2022年法國總統大選侯選人

- 马塞尔·普鲁斯特，小说家
- Roger Peyrefitte，小说家
- 朱利安·格拉克，小說家
- Hugues Gall，巴黎歌剧院前院长
- Daniel Toscan du Plantier，电影制片人
- 克里斯汀·迪奥，设计师
- Léo Ferré，歌唱家，作词家
- Anne Roumanoff，喜剧演员

### 学术界
- 路易·肖韋爾，巴黎政治学院教授
- 马建忠, 学者，文学家，著有《马氏文通》，是中国现代汉语的第一部语法
- Nicole Bacharan，政治学家，斯坦福大学访问学者
- Christian de Boissieu 大学教授，经济学家
- Hélène Carrère d'Encausse 历史学家，法兰西学院院士
- Stanley Hoffmann 哈佛大学政治学教授
- Dominique Schnapper 社会学家
- 陈寅恪  历史学家 语言学家 著名国学家

### 体育界
- 皮埃尔·德·顾拜旦：现代奥运会奠基人。

### 记者
- 蒲浩林，著名法国记者，2010年被法国总统授予骑士勋章。
- Anne Sinclair：著名记者；媒体人
- Nicolas Beytout：回声报集团总裁（Les Echos）